# Fabrice Martin
Fabrice Martin (n. 11 septembrie 1986, Bayonne, Aquitaine, Franța) este un tenismen profesionist francez. Cea mai bună clasare a sa la simplu este locul 228 mondial, în iulie 2012, iar la dublu locul 19 mondial, la 24 aprilie 2023. A câștigat 8 titluri la dublu pe Circuitul ATP.